# میهمانی خصوصی
میهمانی خصوصی فیلمی به کارگردانی حسن هدایت و نویسندگی حسن قلی‌زاده، حسن هدایت، بهنام دیانی و محمد بزرگ نیا محصول سال ۱۳۶۵ است.

## خلاصه داستان
پس از کودتای ۲۸ مرداد ۱۳۳۲ سه محکوم سیاسی عضو حزب توده ایران و یک محکوم عادی، هنگام انتقال به زندان می‌گریزند و به خانه یکی از اعضای وزارت امور خارجه، که میهمانی ای در آن برگزار است، هجوم می‌برند و همه را به گروگان می‌گیرند. قرار می‌شود میهمانان به حکم قرعه دو تن را از میان خود انتخاب کنند تا محکومان فراری به پشتوانه آن دو از کشور خارج شوند. در این فاصله در جمع میهمانان و محکومان اختلاف می‌افتد. نظامیان به خانه یورش می‌برند و زندانیان فراری را، به جز یکی که به حزب و رژیم بی اعتقاد است، از پا درمی‌آورند.

## بازیگران
- هادی اسلامی
- محمد برسوزیان
- علی ترابی
- اصغر زمانی
- منوچهر حامدی
- سعید عباسی
- خسرو دستگیر
- التفات قربانی
- توران مهرزاد
- میترا قمصری
- سهیلا ریاحی
- کیومرث ملک‌مطیعی
- پرویز پورحسینی
- داوود موثقی